# Mario Di Pietro
Mario Di Pietro, detto Marinho (Banne, 23 aprile 1928 – Bauru, 28 giugno 2005), è stato un calciatore brasiliano, di ruolo attaccante.

## Carriera
Fu una delle stelle del Fluminense negli anni 50, Capocannoniere della Copa Rio nel 1952.
Giocò la stagione 1955-1956 in Serie A con la maglia del Genoa e segnò gli unici due gol in rossoblù nel derby della Lanterna contro la Sampdoria del 23 ottobre 1955 vinto 2-1 dai rossoblù.
Si ritirò nel 1965.

## Palmarès

### Club

#### Competizioni internazionali
- Copa Rio: 1

Fluminense: 1952

### Individuale
- Capocannoniere della Copa Rio: 1

1952 (5 gol)